# Thamala irena
Thamala irena är en fjärilsart som beskrevs av Evans. Thamala irena ingår i släktet Thamala och familjen juvelvingar. Inga underarter finns listade i Catalogue of Life.